# Илум-гамил
Илум-гамил — царь (лугаль) Урука, правил во второй половине XIX века до н. э.

## Список датировочных формул Илум-гамила
|   |                                                                             |
| 1 | Год, когда Илум-гамил [стал] царём BaM 2, 1963 11 16 mu ilum-ga-mi-il lugal |

| V (аморейская) династия Урука |                                              |                     |
| Предшественник: Син-гамил     | царь Урука вторая половина XIX века до н. э. | Преемник: Дингир-ам |